# Kogenheim
Kogenheim település Franciaországban, Bas-Rhin megyében. Lakosainak száma 1206 fő (2022. január 1.). Kogenheim Ebersheim, Ebersmunster, Epfig, Hilsenheim és Sermersheim községekkel határos.

## Népesség
A település népességének változása:
| Lakosok száma | 1178 | 1217 | 1256 | 1265 | 1258 | 1267 | 1274 | 1241 | 1206 |
|               | 2013 | 2015 | 2016 | 2017 | 2018 | 2019 | 2020 | 2021 | 2022 |